# Polyamia
Polyamia är ett släkte av insekter. Polyamia ingår i familjen dvärgstritar.

## Dottertaxa tillPolyamia, i alfabetisk ordning[1]
- Polyamia alboneura
- Polyamia apicatus
- Polyamia arachnion
- Polyamia brevipennis
- Polyamia caperatus
- Polyamia compactus
- Polyamia cuerna
- Polyamia delongi
- Polyamia dilata
- Polyamia drepaniforma
- Polyamia gangamon
- Polyamia gridina
- Polyamia herbida
- Polyamia interruptus
- Polyamia lobata
- Polyamia maeata
- Polyamia multicella
- Polyamia nana
- Polyamia nidula
- Polyamia obtectus
- Polyamia penistenuis
- Polyamia pulla
- Polyamia randa
- Polyamia reticulata
- Polyamia ritana
- Polyamia rossi
- Polyamia sabina
- Polyamia santana
- Polyamia satur
- Polyamia scina
- Polyamia similaris
- Polyamia singularis
- Polyamia tantilla
- Polyamia tepata
- Polyamia texanus
- Polyamia tolteca
- Polyamia triplehorni
- Polyamia tulara
- Polyamia umniata
- Polyamia weedi
- Polyamia viridis
- Polyamia yavapai